# NGC 6460
NGC 6460 é uma galáxia espiral (Sc) localizada na direcção da constelação de Hercules. Possui uma declinação de +20° 45' 51" e uma ascensão recta de 17 horas, 49 minutos e 30,3 segundos.
A galáxia NGC 6460 foi descoberta em 2 de Junho de 1864 por Albert Marth.